# Maximinus Daia
Gaius Galerius Valerius Maximinus (numit Maximinus Daia sau Maximinus II); (n. 20 noiembrie 270 d.Hr., Gamzigrad, Zaječar, Serbia – d. 313 d.Hr., Tarsos, Turcia) a fost un împărat roman. 

## Biografie
Daia era rudă cu împăratul Galerius, ambii de origine dacă, mama lui Daia fiind sora lui Galeriu, ambii fiind copiii nobilei Romuliana, de origine dacă de la nord de Dunăre 
Când auguștii Dioclețian și Maximian au abdicat la data de 1 mai 305, Maximinus Daia a fost numit Caesar în cea de-a doua tetrarhie. Fiind nepot al împăratului Galerius, acesta a impus colegilor săi imperiali numirea tânărului ofițer. 
Ca zonă de stăpânire, lui Maximinus i s-a repartizat dioceza Oriens, care cuprindea provinciile sudice ale Asiei Mici, ale Siriei și ale Egiptului. Pe plan extern, noul Caesar al Romei trebuia să apere granița răsăriteană împotriva marelui imperiu al Sasanizilor persani. În centrul politicii interne stăteau, începând cu anul 303, persecuțiile creștinilor. Acestea erau o parte a programului conservator de înnoiri pe care îl dezvoltaseră împărații primei tetrarhii. Datorită acordului cu acest program, Maximinus a fost promovat Caesar.